# Galàxia blava feble
La galàxia blava feble és un problema en astrofísica que va sorgir per primera vegada amb les observacions a partir de 1978 que hi havia més galàxies amb una magnitud bolomètrica > 22 de la teoria vigent en aquell moment van predir. Les galàxies poden aparèixer febles perquè són petites o perquè estan molt lluny. Cap d'aquestes explicacions, ni qualsevol combinació, en un principi coincideixen les observacions. La distribució d'aquestes galàxies, ja que s'ha trobat per ser coherent amb la inflació còsmica, els mesuraments de la radiació còsmica de fons, i una constant cosmològica no nul·la, és a dir, amb l'existència de l'energia fosca; ara acceptada. Per tant, serveix com una confirmació d'observacions de supernoves, que requereix energia fosca.
Un segon problema va sorgir el 1988, amb les observacions encara més profundes que mostra un major excés de galàxies febles. Aquestes galàxies s'interpreten ara com a galàxies nanes que experimenten grans esclats de formació estel·lar, cosa que resulta en la llum blava d'estrelles joves i massives. Així les galàxies blaves febles són extremadament brillants per la seva grandària i distància.
La majoria d'aquestes galàxies tenen un desplaçament cap al vermell entre 0,5 i 2. Es creu que desapareixen els objectes com separats per fusió amb altres galàxiess.